# Zio Paperone - La moneta
Zio Paperone - La moneta (titolo originale: Uncle Scrooge - The Coin) è una storia dell'autore statunitense Don Rosa, pubblicata per la prima volta in Italia sul numero 143 del mensile Zio Paperone, nell'agosto del 2001.

## Trama
La storia esordisce con la richiesta di zio Paperone a Paperino di comprargli il quotidiano finanziario della mattina affidandogli una moneta da un quarto di dollaro del 1896 dal suo deposito. Le disavventure iniziano quando il povero Paperino, distratto dal cugino Gastone, perde la moneta per strada. Frattanto Zio Paperone rimembra la storia della moneta, a lui molto cara, e insegue Paperino per farsela restituire. Quindi si intrecciano le azioni di Paperino, Archimede Pitagorico, Qui, Quo, Qua, Zio Paperone, Gastone, Paperina ed anche di Ciccio, Nonna Papera e della Banda Bassotti intenta nei soliti piani criminosi contro il papero più ricco del mondo. La moneta, piccola protagonista di questa storia, passerà dunque tra le mani di alcuni degli inconsapevoli parenti dello Zio Paperone fino a giungere nelle fogne di Paperopoli, ove si impiglia all'interno del maglione di uno dei Bassotti che, scoperta la combinazione della cassaforte del deposito a causa della disattenzione di Paperone per la moneta perduta, arrivano al deposito incustodito dal proprietario. 
I piani criminosi dei Bassotti, ad un passo dal saccheggiare il deposito, vengono ostacolati dalla moneta che, caduta dal maglione di un Bassotto, rotola fino a toccare la cellula fotoelettrica della cassaforte per la sicurezza, facendo scattare l'allarme ed una delle trappole dell'inespugnabile deposito. Così i Bassotti vedono infrangere per l'ennesima volta i loro piani criminosi e vengono arrestati dalla polizia e Zio Paperone, nel chiudere la cassaforte violata dai Bassotti, ritrova la sua moneta; così, nelle ultime tavole, Don Rosa rivela la storia della moneta che, pur avendo un valore monetario insignificante è, come tutte le altre monete del deposito, un pezzo dell'avventurosa vita di Paperone, in particolare una delle monete che Doretta Doremi rifiutò da Paperone come compenso per il lavoro nella sua miniera al tempo della corsa all'oro del Klondike.

## Sviluppo
La storia, una delle poche brevi scritte dall'autore, ha la peculiare caratteristica di essere raccontata in buona parte dalla prospettiva della moneta, di cui vengono seguiti i movimenti e le interazioni con i personaggi di Paperopoli, impegnati nelle loro vite quotidiane. Proprio la mancanza di un chiaro protagonista fu una delle ragioni che spinsero la Egmont, abituale editore delle storie di Rosa, a rifiutare lo storyboard, che fu solo in seguito approvato dall'editore francese.